# أليس جوين
أليس جوين (عائلتها: ستاين؛ 14 أغسطس 1873 - 10 يناير 1954) كانت مربية وناشطة اشتراكية فرنسية. خلال الفترة بين الحربين العالميتين، ركزت جوين على مجال التعليم والسلام والنسوية. كانت واحدة من مؤسسي منظمة «التعليم الجديد في فرنسا».

## نشأتها وتعليمها
وُلِدَت أليس ستاين في شامان (فوج) في 14 أغسطس 1873. كانت من أصل ألزاسي، حيث هرب والداها من الاحتلال الألماني بعد الحرب الفرنسية البروسية التي أدت إلى خضوع ألزس تحت الحكم الألماني.
درست جوين التعليم كمعلمة في المدرسة العادية في نانسي، وتخرجت في عام 1890.

### مسيرتها
عُينت لأول مرة كمعلمة كان في بادونفيلير حيث عملت لعدة سنوات قبل أن تنتقل إلى مؤسسة خاصة في باريس.
في عام 1904، تزوجت من فيكتور جوين، وهو اشتراكي وتعاوني عرفها على أفكاره. أدرى ذلك إلى انضمامها إلى تعاونية «البروليتارية» في القضاء الخامس.
في عام 1911، وأثناء عضويتها في رابطة النساء التعاونيات، نشرت جوين كتيب بعنوان «النساء والتعاون»، وفي العام التالي، أصبحت أمينة لجنة التعليم في الاتحاد الوطني الجديد للتعاونيات للمستهلكين.
في 25 مايو 1913، بدعم من الاتحاد العام للعمال والاتحاد الشيوعي الأناركي، نظم الفرنسي للاتحاد الدولي للعمال بقيادة جان جوري مظاهرة سلمية احتجاجًا على قانون الثلاث سنوات. ألقت ثلاث نساء خطب خلال هذا الحدث: جوين، لويز سومونو وماريا فيرون.
في ذلك العام، ساعدت جوين في تأسيس صحيفة للأطفال بعنوان «الفتيان الصغار»، حيث أصبحت مساهمة فيها.
في يناير 1913، أسست لويز سومونو، وماريان روز، وإليزابيث رينو، وجوين وغيرهن الجمعية النسائية الاشتراكية داخل حزب الاتحاد الفرنسي للعمال للنساء. شغلت جوين منصبًا في الجمعية لمدة عشر سنوات، وخلال هذا الوقت انضمت إلى جماعة فريماسونية تدعى «حقوق الإنسان».
ساهمت جوين في إعادة هيكلة مجلة «صوت النساء»، حيث صدر العدد الأول منها في 18 أكتوبر 1919 وشمل مقالات لمارت بيجو، ولويز بودين، وأنيت شارو، وفاني كلار، وماجدلين ماركس، وماريان روز، وهنرييت سوريه، ومنيت توماس، بالإضافة إلى جوين نفسها. كانت صحفيةً لصحيفة «الإنسانية» وأمينة لمارسيل كاشين، مدير الصحيفة، حتى عام 1920 عندما لم تتبعه في تغيير اتجاهه المرتبط بالمؤتمر الثالث الدولي.
خلال فترة ما بين الحربين، توجهت اهتمامات جوين نحو التعليم والسلام والنسوية، وذلك وفقًا لاتجاهات العصر. في عام 1921، أسست مدرسة باريس الخارجية البلدية بالتعاون مع أنطوان فريدريك برونيه الذي كان عضوًا في مجلس بلدية باريس، وكتبت كتابًا حول المدرسة الخارجية.
انضمت إلى حركة الاتحاد الدولي للتعليم الجديد وكتبت مقالات في مجلة الاتحاد حيث تم تقديمها كرئيسة لمدرسة باريس الخارجية البلدية ومؤسسة لمجموعة التعليم الجديد. أسست هذه المجموعة في 16 فبراير 1922 برئاسة جورج رينار وأصبحت معروفة باسم المجموعة الفرنسية للتعليم الجديد.
في مايو 1929، أسس ألبرت توماس «لجنة الترفيه» وشاركت فيها جوين.
اعتزلت جوين في عام 1933 وتركت مدرستها. بعد ثلاث سنوات، عينتها سوزان لاكور كرئيسة لمكتبها في منصبها كوزيرة دولة للأطفال في حكومة ليون بلوم الأولى.

## وفاتها
توفيت أليس جوين في باريس في 10 يناير 1954.